# Christian Nielsen (regatista)
Christian Søren Nielsen (Copenhague, 7 de abril de 1873-Copenhague, 17 de noviembre de 1952) fue un deportista danés que compitió en vela en la clase 6 Metre. Participó en los Juegos Olímpicos de París 1924, obteniendo una medalla de plata en la clase 6 Metre.

## Palmarés internacional
| Juegos Olímpicos | Juegos Olímpicos | Juegos Olímpicos | Juegos Olímpicos |
| Año              | Lugar            | Medalla          | Clase            |
| ---------------- | ---------------- | ---------------- | ---------------- |
| 1924             | París (Francia)  | Medalla de plata | 6 Metre          |